# Brunon Zembol
Blahoslavený Jan Brunon Zembol OFM (7. září 1905, Łętownia – 21. srpna 1942, Dachau) byl polský římskokatolický duchovní a františkán, blahoslavený v roce 1999.

## Biografie
Narodil se v polské Letowni 7. září 1905 do zemědělské rodiny. Po základní škole pomáhal rodičům v zemědělství. V 17 letech odešel do kláštera františkánů. Po delší době v klášteře přijal jméno Brunon. Dne 6. března 1932 složil věčné sliby. Když vypukla válka, začal pomáhat raněným vojákům. Po 11 dnech byl zajat německými vojáky. Nejprve byl uvězněn na lubinském zámku a poté deportován do koncentračního tábora Sachsenhausen a odtud do Dachau. V táboře byl máčen v ledové vodě. Onemocněl a ztrácel váhu a síly. Ještě v měsíci srpnu pracoval na plantážích. Ve večerních hodinách skonal ve věku 37 let.

## Beatifikace
Blahořečen byl dne 13. června 1999 papežem sv. Janem Pavlem II. ve skupině 108 polských mučedníků z doby nacismu.